# Zitong

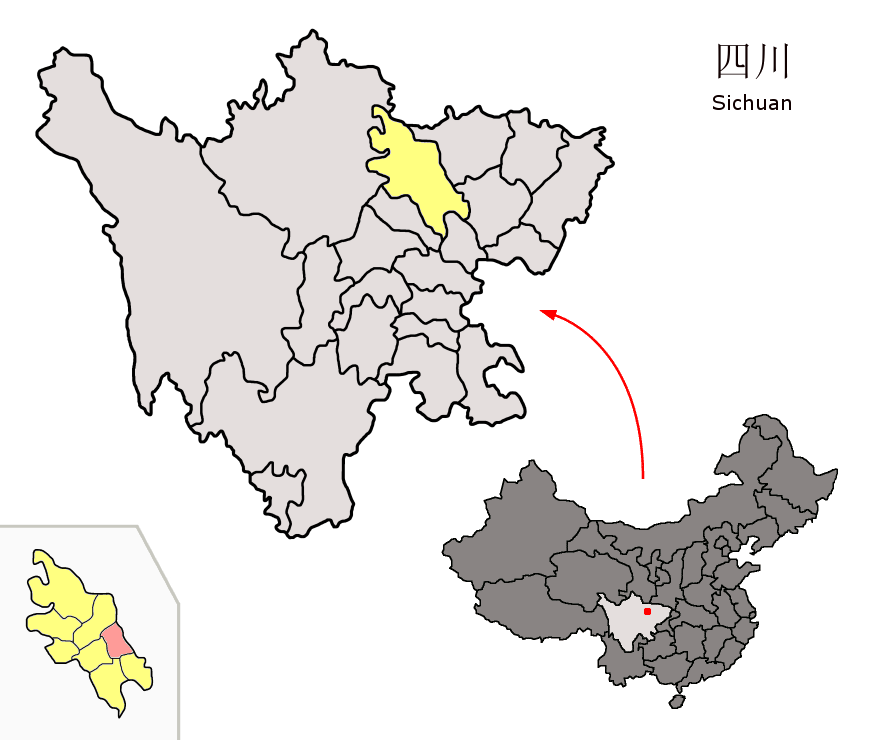
Lage des Kreises Zitong (rosa) in Mianyang (gelb), Provinz Sichuan

Zitong (chinesisch 梓潼县, Pinyin Zǐtóng Xiàn) ist ein Kreis der bezirksfreien Stadt Mianyang in der chinesischen Provinz Sichuan. Er hat eine Fläche von 1.446 Quadratkilometern und zählt 276.996 Einwohner (Stand: Zensus 2020). 2004 betrug die Einwohnerzahl 380.000.
Der Qiqushan-Tempel (Qiqushan damiao 七曲山大庙), der Li Ye-Turm (que) (Li Ye que 李业阙) und der Tausend-Buddha-Höhlentempel im Wolong Shan (Wolong shan Qianfo yan shiku 卧龙山千佛岩石窟)  stehen seit 1996 bzw. 2006 auf der Liste der Denkmäler der Volksrepublik China.

## Administrative Gliederung

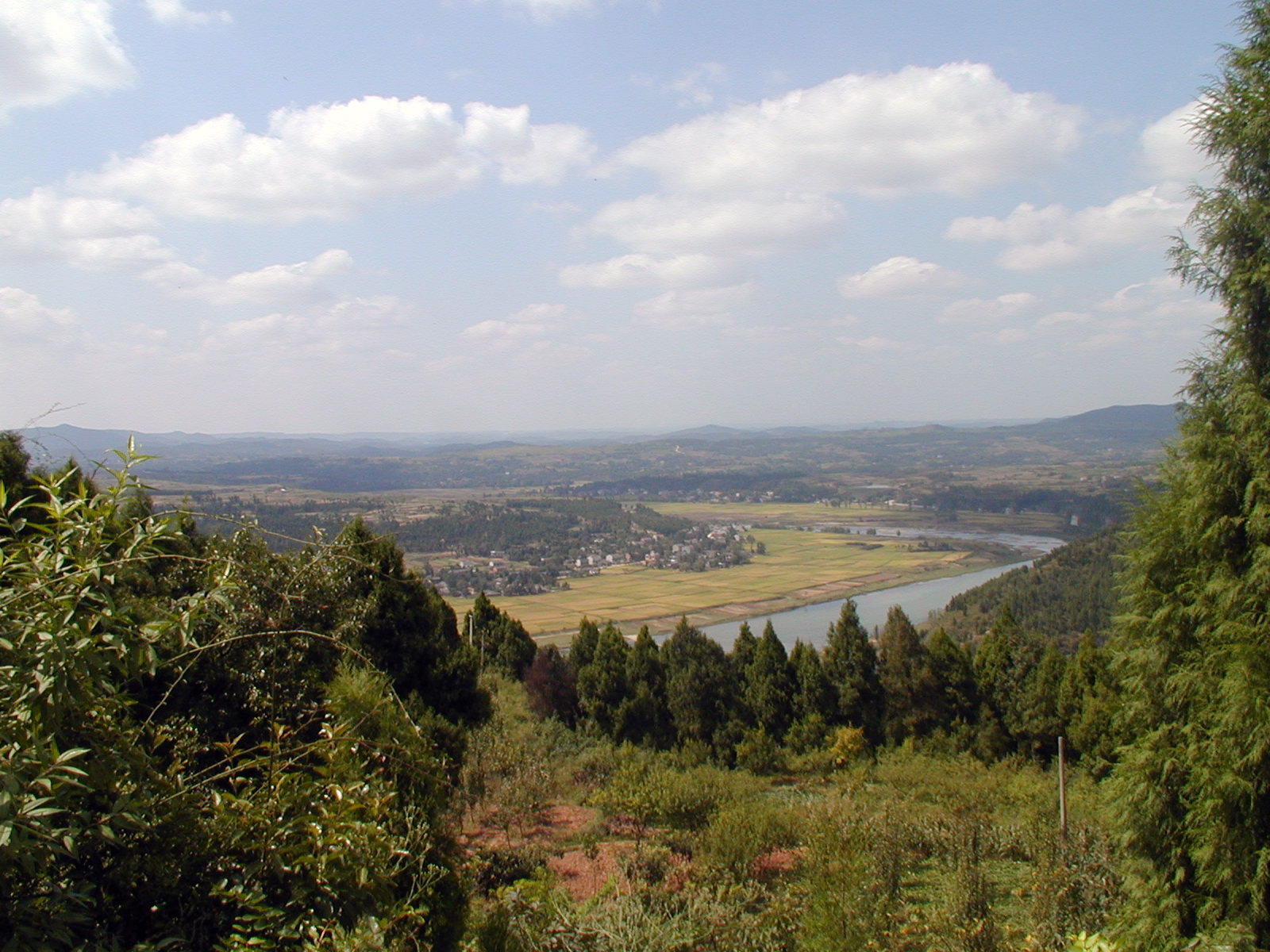
Zitong Panorama

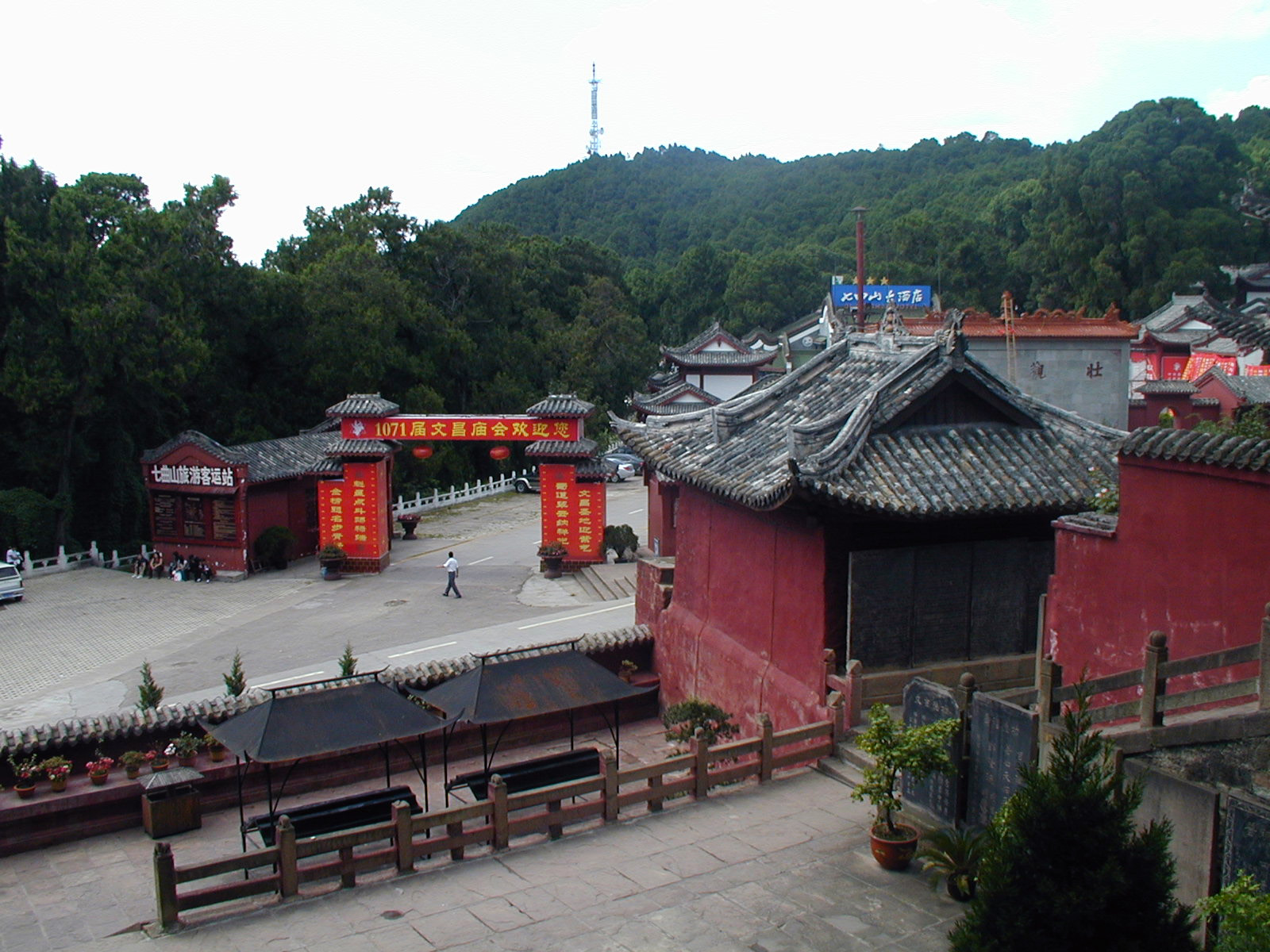
Qiqushan-Tempel in Zitong

Der Kreis Zitong setzt sich aus elf Großgemeinden und einundzwanzig Gemeinden zusammen. Diese sind:
- Großgemeinde Wenchang 文昌镇 55.763 Einwohner
- Großgemeinde Changqing 长卿镇 15.195 Einwohner
- Großgemeinde Xuzhou 许州镇 24.636 Einwohner
- Großgemeinde Liya 黎雅镇 15.998 Einwohner
- Großgemeinde Baiyun 白云镇 9.490 Einwohner
- Großgemeinde Wolong 卧龙镇 12.449 Einwohner
- Großgemeinde Guanyi 观义镇 11.160 Einwohner
- Großgemeinde Manao 玛瑙镇 9.553 Einwohner
- Großgemeinde Shiniu 石牛镇 18.436 Einwohner
- Großgemeinde Ziqiang 自强镇 5.913 Einwohner
- Großgemeinde Renhe 仁和镇 10.682 Einwohner
- Gemeinde Dongshi 东石乡 7.660 Einwohner
- Gemeinde Sanquan 三泉乡 5.805 Einwohner
- Gemeinde Hongren 宏仁乡 8.474 Einwohner
- Gemeinde Xiaoya 小垭乡 5.757 Einwohner
- Gemeinde Yanwu 演武乡 5.698 Einwohner
- Gemeinde Xianfeng 仙峰乡 8.811 Einwohner
- Gemeinde Shuangban 双板乡 12.337 Einwohner
- Gemeinde Huanlong 豢龙乡 6.252 Einwohner
- Gemeinde Shuangfeng 双峰乡 7.234 Einwohner
- Gemeinde Jiaotai 交泰乡 6.293 Einwohner
- Gemeinde Jinlongchang 金龙场乡 12.541 Einwohner
- Gemeinde Shitai 石台乡 9.934 Einwohner
- Gemeinde Xian’e 仙鹅乡 9.450 Einwohner
- Gemeinde Maming 马鸣乡 11.540 Einwohner
- Gemeinde Maying 马迎乡 6.118 Einwohner
- Gemeinde Erdong 二洞乡 4.403 Einwohner
- Gemeinde Jianxing 建兴乡 5.672 Einwohner
- Gemeinde Baoshi 宝石乡 9.480 Einwohner
- Gemeinde Dingyuan 定远乡 8.810 Einwohner
- Gemeinde Daxin 大新乡 11.121 Einwohner
- Gemeinde Wenxing 文兴乡 10.047 Einwohner